# Sauromates VI
Sauromates VI (en griego moderno: Σαυροματης Στ ') sería el último rey del Bósforo según algunos; reinó a finales del siglo IV.

## Origen
Constantino Porfirogéneta, único autor que evoca a este soberano, no da ninguna información sobre su origen ni siquiera sobre la época en que vivió; se contenta con situar su reinado "unos años después" del de Sauromates V.

## Reinado
Según Constantino Porfirogéneta, en el momento en que Farnaces, hijo de Farnaces, era protevon y stephanophoros de Quersoneso, el rey Sauromates (VI), insatisfecho con las disposiciones impuestas a su predecesor Sauromates V, reunió un ejército alrededor del Mar de Azov, declara la guerra a los quersonitas, citando el hecho de que una gran parte de su país le había sido arrebatada injustamente. Farnaces, hijo de Farnaces, se pone a la cabeza de los quersonitas y organiza sus tropas en las alturas cerca de Cafa.
Sauromates VI, que es un hombre de estatura gigantesca, apoyado por un gran ejército, insulta a los quersonitas. Farnaces, que es de tamaño pequeño, sin embargo le ofrece una sola pelea. Ofrece enfrentarse a él para evitar una masacre y especifica que los vencidos deberán someterse al vencedor. Esta propuesta, por supuesto, es aceptada con alegría por Sauromates VI, que fácilmente piensa en superar a Farnaces. Este último, a la hora de ir a pelear, pide a sus hombres que pronuncien un fuerte grito todos juntos cuando Sauromates VI tenga su rostro vuelto hacia ellos. 
La lucha comienza, y pronto, cuando Sauromates VI tiene su rostro vuelto hacia los quersonitas, y Farnaces, hacia los bosforianos, los soldados de Farnaces están gritando al mismo tiempo. Sauromates VI se vuelve para ver qué causó este grito, Farnaces se aprovecha de su falta de atención, lo golpea con su lanza y lo derriba muerto de su caballo. Desmonta y le corta la cabeza. Farnaces, proclamado vencedor, despide a los hombres de los pueblos del Mar de Azov en casa, pero mantiene prisioneros a los bosforianos y se apodera de su país. 
Luego fija las fronteras ya no en Cafa sino en Cybernicus, y las deja solo a cuarenta millas de tierra a la redonda. Luego retiene a algunos bosforianos como rehenes y envía a los demás de regreso a sus hogares para cultivar sus propiedades. Desde entonces, el reino del Bósforo habría dejado de existir y se habría convertido en un protectorado de la ciudad de Quersoneso.
De hecho, en ese momento, la mayor parte del antiguo dominio de los reyes del Bósforo ya estaba ocupado por los ostrogodos, que fueron reemplazados posteriormente por los hunos. Solo las ciudades costeras, protegidas por sus murallas y que podían ser abastecidas por mar, mantenían todavía una apariencia de autonomía bajo la protección del Imperio Romano de Oriente. Sin embargo, parece que se mantuvo un precario poder real durante algunos años más, como lo demuestra una inscripción realizada hacia el año 450 por un tal Tiberius Iulius Doiptounès que todavía se autoproclama “Philocaesar Philoromaios Eusebes”.